# Элиашберг, Яков Матвеевич
Яков Матвеевич Элиашберг (англ. Yakov Eliashberg; род. 11 декабря 1946, Ленинград) — советско-американский математик.
Член Национальной академии наук США (2003).

## Биография
Родился 11 декабря 1946 года в Ленинграде в семье учёных в области целлюлозно-бумажного производства — Матвея Герасимовича и Амалии Яковлевны Элиашберг. Брат физика Герасима Элиашберга.
Окончил Ленинградский государственный университет, где в 1972 году получил степень кандидата физмат наук, ученик Владимира Рохлина. В этом же году получил премию Ленинградского математического общества.
Из-за антисемитской политики в советской математике, проводимой рядом академиков, включая директора Математического института РАН имени Стеклова Ивана Виноградова, не был принят на работу в этот институт и вынужден был уехать преподавать в Сыктывкарском государственном университете, где проработал с 1972 по 1979 год. В 1979 году Элиашберг подал заявление на эмиграционную визу.
С 1980 по 1987 год работал в группе разработчиков программного обеспечения.
В 1988 году эмигрировал в США, и с 1989 года работает профессором математики в Стэнфордском университете. В 1986 и в 1998 годах он был приглашённым докладчиком на Международных конгрессах математиков.

## Награды
- Премия «Молодому математику» Санкт-Петербургского математического общества (1973)[6]
- Стипендия Гуггенхайма (1995)
- Премия Веблена по геометрии (2001)[7]
- Мемориальная лекция Соломона Лефшеца (2012)
- Премия Хайнца Хопфа[англ.] (2013)
- Премия Крафорда (2016) — за развитие контактной и симплектической геометрии и топологии и новаторских открытий явлений жесткости и гибкости[8][9]
- Почётный доктор шведского Уппсальского университета (2017)
- Премия Вольфа (2020)
- BBVA Foundation Frontiers of Knowledge Award (2023)

В 2012 году Яков Матвеевич Элиашберг стал действительным членом Американского математического общества. Также является членом Санкт-Петербургского математического общества.

## Книги
- Симплектическая геометрия и топология / Под ред. Я. Элиашберга, Л. Трейнор. Пер. с англ. Ж. Т. Гавриловой, Ф. Ю. Попеленского. — М.: МЦНМО, 2008. — 424 с.: ил. ISBN 978-5-94057-130-8